# Salem-Spital
Das Salem-Spital ist ein Spital im Stadtberner Altenbergquartier in der Schweiz. Es gehört zusammen mit der Klinik Permanence und der Klinik Beau-Site zur Hirslanden Bern AG, die auf der Spitalliste des Kantons Bern steht und einen Leistungsauftrag zur medizinischen Grundversorgung hat. Das Spital wurde 1888 gegründet und ist Teil der Hirslanden-Gruppe. Im Geschäftsjahr 2018/19 wurden an der Klinik 8785 stationäre Patienten von 177 Fachärzten behandelt.

## Geschichte
Die Anfänge des Salem-Spitals gehen auf das Diakoniewerk von Sophie Dändliker-von Wurstemberger zurück. Im Jahr 1844 gründete sie eine Krankenstube an der Aarbergergasse in Bern, um Bedürftigen zu helfen. Nach ihrem Tod im Jahr 1878 führte ihr Ehemann Johann Friedrich Dändliker ihr Werk weiter. 1888 nahm das von ihm gebaute Salem-Spital den Betrieb auf. Im Laufe der Zeit wurde das Spital kontinuierlich erweitert und ausgebaut.
2002 übernahm die Hirslanden-Gruppe das Salem-Spital. Im Jahr 2004 wurde ein Notfallzentrum eröffnet.

## Kennzahlen
In der Hirslanden Bern AG sind 1'249 Mitarbeitende sowie 252 Belegärzte und angestellte Ärzte tätig. Es verfügt über 147 Betten, sieben Operationssäle und vier Gebärsäle. Im Geschäftsjahr 2023/24 wurden von der Hirslanden Bern AG 14'204 stationäre Patienten behandelt, und 11'146 Patienten haben das Notfallzentrum aufgesucht. Im selben Zeitraum kamen 894 Kinder zur Welt.

## Fachgebiete
| Fachgebiet                  | behandelte, stationäre Patienten 2023/2024 Hirslanden Bern |
| --------------------------- | ---------------------------------------------------------- |
| Orthopädie/Sportmedizin     | 3'286                                                      |
| Gynäkologie/Geburtshilfe    | 1'480                                                      |
| Innere Medizin              | 1'674                                                      |
| Urologie                    | 1'281                                                      |
| Onkologie/Hämatologie       | 0'177                                                      |
| Gastroenterologie           | 0'295                                                      |
| Nephrologie                 | 00'37                                                      |
| Neurologie                  | 00'11                                                      |
| Chirurgie/Viszeralchirurgie | 2'439                                                      |
| Plastische Chirurgie        | 0'141                                                      |